# Vall Tova
La vall Tova és una depressió allargada de la superfície terrestre recorreguda pel riu Duran, que neix a la serra de l'Esquella i desguassa a Baltarga. Està situada a la Baixa Cerdanya. És una vall d'origen glacial i la seua direcció és nord-sud.

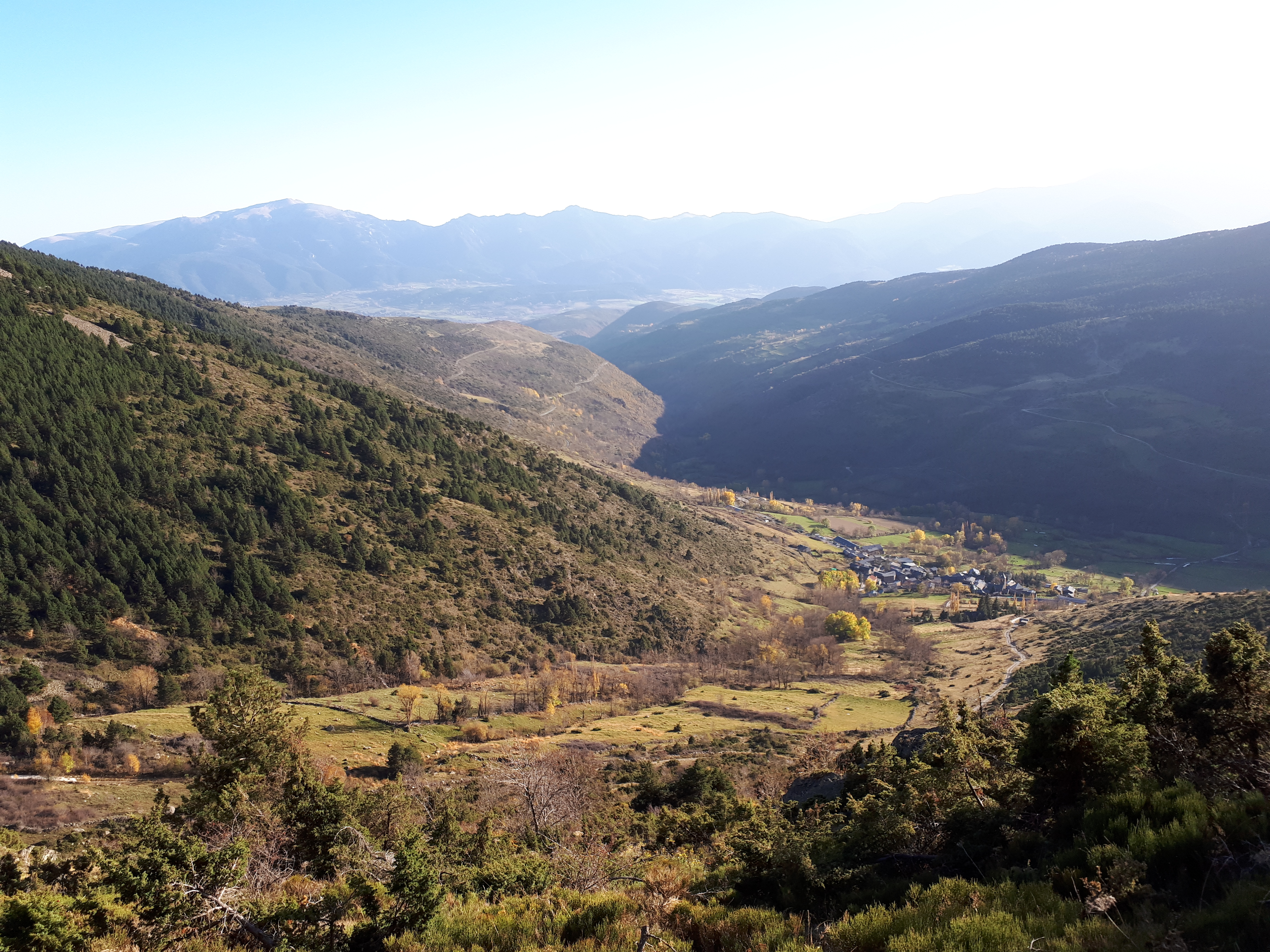
La vall Tova i el poble de Meranges.

## Entitats de població a la vall
- Cortàs, situat al vessant occidental de la vall.[3]
- Éller. Poble situat a la dreta del riu Duran, a 1477 metres sobre el nivell de la mar.[4]
- Meranges, ubicat a l'alta vall Tova.[5]
  - Girul (antigament Gerul).[6]
- Olopte. Situat en un coll a 1181 metres sobre el nivell de la mar que comunica la plana cerdana amb la vall.[7]

## Llocs d'interés
- Estany de Malniu. L'estany està situat a 2240 metres d'altitud, a la capçalera de la vall dins del municipi de Meranges.[8]